# Nitroplus
Nitroplus Co., Ltd., được cách điệu thành nitro+, là một nhà phát triển trò chơi video visual novel của Nhật Bản đã phát triển một số visual novel, bao gồm eroge. Họ cũng đã hợp tác với nhà phát triển Type-Moon để tạo ra bộ light novel Fate/Zero. Các tác phẩm của họ thường có chủ đề đen tối như xác sống, hãm hiếp và giết người. Họ cũng có một chi nhánh của công ty có tên NITRO CHiRAL, tập trung vào visual novel yaoi. Các nhà biên kịch cộng tác với công ty, chẳng hạn như Gen Urobuchi, cũng đã đóng góp cho nhiều tác phẩm manga, anime, tiểu thuyết và truyền hình khác nhau.
Super Sonico là linh vật của sự kiện lễ hội âm nhạc thường niên của Nitroplus, "Nitro Super Sonico", kể từ năm 2006. Nitroplus đã tổ chức lễ hội âm nhạc của họ mỗi năm kể từ năm 2000.

## Danh mục sản phẩm
- Phantom of Inferno (ngày 25 tháng 2 năm 2000)
- Kyuuketsu Senki Vjedogonia / vampirdzhija vjedogonia (ngày 26 tháng 1 năm 2001)
- Kikokugai: The Cyber Slayer (29 tháng 3 năm 2002)
- "Hello, world." (Ngày 27 tháng 9 năm 2002)
- Zanma Taisei Demonbane (ngày 25 tháng 4 năm 2003)
- Saya no Uta (ngày 26 tháng 12 năm 2003)
- Phantom INTEGRATION (ngày 17 tháng 9 năm 2004)
- Angelos Armas -Tenshi no Nichou Kenju- (ngày 28 tháng 1 năm 2005)
- Jingai Makyō (ngày 24 tháng 6 năm 2005)
- Hanachirasu (ngày 30 tháng 9 năm 2005)
- Sabbat Nabe (tháng 12 năm 2005)
- Dra † KoI (ngày 3 tháng 2 năm 2006)
- Sheer Hishou Demonbane (ngày 26 tháng 5 năm 2006)
- Gekkō no Carnevale (ngày 26 tháng 1 năm 2007)
- Zoku Satsuriku no Django -Jigoku no Shoukinkubi- (27 tháng 7 năm 2007)
- Sumaga (ngày 26 tháng 9 năm 2008)
- Sumaga Special (ngày 26 tháng 6 năm 2009)
- Full Metal Daemon: Muramasa (ngày 30 tháng 10 năm 2009)
- Axanael (ngày 17 tháng 12 năm 2010)
- SoniComi (ngày 25 tháng 11 năm 2011)
- Phenonemo (ngày 16 tháng 6 năm 2012)
- Guilty Crown: Lost Christmas (27 tháng 7 năm 2012)
- Kimi to Kanojo to Kanojo no Koi (ngày 28 tháng 6 năm 2013)
- Rakuen Tsuihō (ngày 15 tháng 11 năm 2014)
- Nitroplus Blasterz: Heroines Infinite Duel (ngày 30 tháng 4 năm 2015, được phát triển bởi Testu)
- Tokyo Necro ( ngày 29 tháng 1 năm 2016)
- Minikui Mojika no Ko (ngày 27 tháng 7 năm 2018)

Họ cũng phát hành một trò chơi chiến đấu Nitro+ Royale Heroines Duel- (ニトロ + ロ ワ イ ヤ ル - ヒ ロ イ デ ュ エ ル -) tại Comiket năm 2007.

### 5pb. x Nitro +
- Chaos;Head (ngày 25 tháng 4 năm 2008)
- Chaos;Head Noah (ngày 26 tháng 2 năm 2009)
- Steins; Gate (ngày 15 tháng 10 năm 2009)
- Chaos;Head Love Chu Chu! (Ngày 25 tháng 3 năm 2010)

### DMMx Nitro +
Nitro + và DMM Corporation đã phát hành một trò chơi trình duyệt web có tên Touken Ranbu vào tháng 1 năm 2015, tính đến tháng 3 năm 2015 là một trong những trò chơi phổ biến nhất của DMM, chỉ đứng sau bộ Kantai Collection nổi tiếng.

### Chi nhánh NITRO CHiRAL
NITRO CHiRAL tập trung vào các trò chơi yaoi.
- Togainu no Chi (ngày 25 tháng 2 năm 2005/29 tháng 5 năm 2008)
- Lamento -Beyond the Void- (ngày 10 tháng 11 năm 2006)
- Sweet Pool (ngày 19 tháng 12 năm 2008)
- DRAMAtical Murder (ngày 23 tháng 3 năm 2012)
- DRAMAtical Murder re: connect (ngày 26 tháng 4 năm 2013)

Vào ngày 25 tháng 1 năm 2008, họ đã phát hành một đĩa minigame có tên CHiRALmori dưới nhánh này sử dụng phiên bản chibi của các nhân vật từ Togainu no Chi và Lamento.

## Liên kết ngoại
- Website chính thức (bằng tiếng Nhật)
- Trang web NITRO CHiRAL